# Руська унійна церква
Руська унійна церква (лат. Ecclesia Ruthena unita) — помісна католицька церква візантійського обряду (греко-католицька), утворена в 1596 році внаслідок Берестейської унії.
Після поділів Речі Посполитої основна канонічна територія перейшла під владу Російської та Австрійської імперій. Указом Катерини II від 19 жовтня 1795 року були ліквідовані уніатська Київська митрополія та єпархії, окрім Полоцької. У 1808 році на території Австрійської імперії для уніатів була створена спеціальна Галицька митрополія. На території Російської імперії в цілому ліквідована у 1839 році рішенням Полоцького собору. Останні парафії у Холмській єпархії 1875 року були примусово приєднані до Православної церкви.
Наступниками Руської унійної церкви вважають себе сучасні Українська та Білоруська греко-католицькі церкви.

## Предстоятелі
З укладенням Берестейської унії за Михайлом Рагозою залишився титул Митрополита Київського, Галицького та Всієї Руси, який носили київські первосвященники після відокремлення 1458 року Московської митрополії. Цей титул успадкували й наступники Михайла Рагози:

### Митрополити-архиєпископи Київські, Галицькі та Всієї Руси
З укладенням Берестської унії за Михайлом Рагозою залишився титул Митрополита Київського, Галицького та Всієї Руси, який мали київські первосвященники після відокремлення 1458 року Московської митрополії. Цей титул успадкували і наступники Михайла Рогози:
- 1589 (1596)—1599 — Михайло Рогоза
- 1600—1613 — Іпатій Потій
- 1613—1637 — Йосиф Велямин Рутський
- 1637—1642 — Рафаїл Корсак
- 1642—1655 — Антін Селява
- 1655—1674 — Гавриїл Коленда
- 1674—1693 — Кипріян Жоховський
- 1694—1708 — Лев I Слюбич-Залевський
- 1708—1713 — Юрій Винницький
- 1714—1728 — Лев II Кишка
- 1729—1746 — Атанасій Шептицький
- 1748—1762 — Флоріян Гребницький
- 1762—1778 — Пилип Феліціян Володкович
- 1778—1779 — Лев III Шептицький
- 1780—1788 — Ясон Смогожевський
- 1788—1805 — Теодосій Ростоцький

### Греко-католицькі митрополити в Російській імперії
1795 року наказом імператриці Катерини ІІ Теодосій Ростоцький був затриманий у Петербурзі під домашнім арештом. Його наступники також були повністю залежні від російської влади, не були визнані Папою Римським:
- 1806—1809 — Іраклій Лісовський
- 1809—1814 — Григорій Коханович
- 1817—1838 — Йосафат Булгак.

## Церковна структура
Після Берестейської унії 1596 року унійними стали Київська, Полоцька архієпархії та Пінська, Луцька, Володимирська й Холмська єпархії. Унію не прийняли Львівська та Перемиська єпархії. Після смерті владики Кирила Терлецького в 1607 році Луцька єпархія поступово відійшла від унії, повернувшись до неї в 1702 році за єпископа Діонісія Жабокрицького. У 1691 до Унійної Київської митрополії приєдналася Перемисьська єпархія за владики Інокентія Винницького, а в 1700 році приєдналася Львівська єпархія за єпископа Йосифа Шумлянського. Після взяття в 1616 році польськими військами Смоленська король призначив у 1625 році Лева Кревзу-Жевуського архієпископом Смоленським, започаткувавши тим самим унійну Смоленську архієпархію; у 1646 році внаслідок Ужгородської унії 1646 року виникла Мукачівська греко-католицька єпархія.
Впродовж 1798–1809 років на території Нової Східної Пруссії в складі Королівства Пруссії існувала Супрасльська унійна єпархія.
- Київська архієпархія
- Полоцька архієпархія
- Смоленська архієпархія
- Пінсько-Турівська єпархія
- Луцько-Острозька єпархія
- Володимиро-Берестейська єпархія
- Холмська єпархія
- Львівська єпархія
- Перемиська єпархія

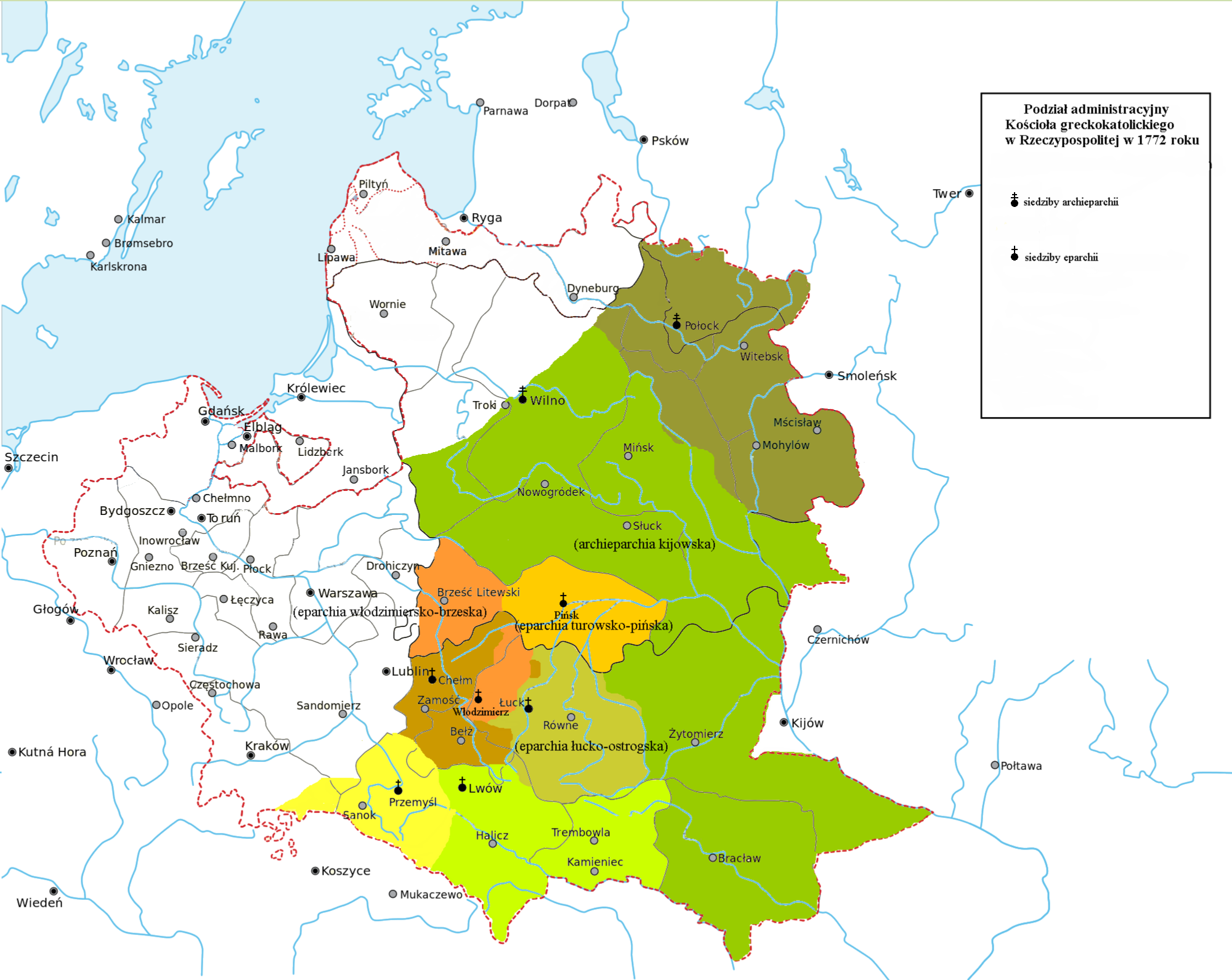
Структура Унійної Церкви в Речі Посполитій 1772 року

До часу поділів Речі Посполитої Руська унійна церква налічувала 9 300 парафій, 10 300 священників і 4 500 000 парафіян (тоді як все населення Республіки Обох Націй становило 12 300 000 осіб). Крім того, Унійній церкві належало 172 монастирі з 1 458 ченцями.